# Lasagne (singel)
Lasagne (zapis stylizowany: lasagne) – czwarty singel polskiej piosenkarki Bryski z jej reedycji pierwszego albumu studyjnego, zatytułowanego [moja ciemność]². Singel został wydany 2 września 2022.

## Geneza utworu i historia wydania
Utwór napisali i skomponowali Gabriela Nowak-Skyrpan oraz Jakub Krupski, który również odpowiada za produkcję piosenki.
Singel ukazał się w formacie digital download 1 września 2022 w Polsce za pośrednictwem wytwórni płytowej Magic Records w dystrybucji Universal Music Polska. Kompozycja promowała pierwszą reedycję Bryski – [moja ciemność]².

## Teledysk
Do utworu powstał teledysk w reżyserii TheDreams Studio, który udostępniono 2 września 2022 za pośrednictwem serwisu YouTube.

## Lista utworów
- Digital download[2]

1. „Lasagne” – 2:43